# Melissa & Joey
Melissa & Joey es una serie original de ABC Family protagonizada por Melissa Joan Hart y Joey Lawrence. Fue estrenada en ABC Family el 17 de agosto de 2010. La serie cuenta como la concejal Mel (Joan Hart) contrata al comerciante Joe Longo (Lawrence) como niñero para sus sobrinos Lennox (Taylor Spreitler) y Ryder (Nick Robinson), después de que este ha sufrido una estafa económica.
La serie posee cuatro temporadas, con un total de 102 capítulos emitidos. Está protagonizada por dos exídolos adolescentes que eran reconocidos por los roles que interpretaron en 1990 en populares sitcoms: Lawrence de Blossom y, Hart de Clarissa lo explica todo y Sabrina la bruja adolescente'. (Melissa & Joey contiene una serie de alusiones a ambos espectáculos). Hart y Lawrence figuran como productores ejecutivos de la serie, y tienen cada uno, episodios individuales dirigidos.
La serie en España se ve desde 2011 por el canal AXN White, a partir de mayo de 2014 por Disney Channel y a partir del lunes 26 de octubre de 2015 en FDF. El 9 de febrero de 2015 ABC Family anunció la cancelación de la serie después de 4 temporadas.

## Argumento
Mel es una política local, proveniente de una familia también política. Cuando un escándalo familiar deja a sus sobrinos (Lennox y Ryder) sin sus padres, Mel accede a cuidarlos. Mientras tanto, Joe es un comerciante con comodidades económicas que quedó en bancarrota tras una estafa económica y que ahora está en busca de un trabajo. Al poco tiempo, Mel se da cuenta de que es muy difícil manejar una familia y seguir enfocada en su trabajo al mismo tiempo, por lo cual decide contratar a Joe como la niñera de sus sobrinos.

## Elenco

### Personajes principales

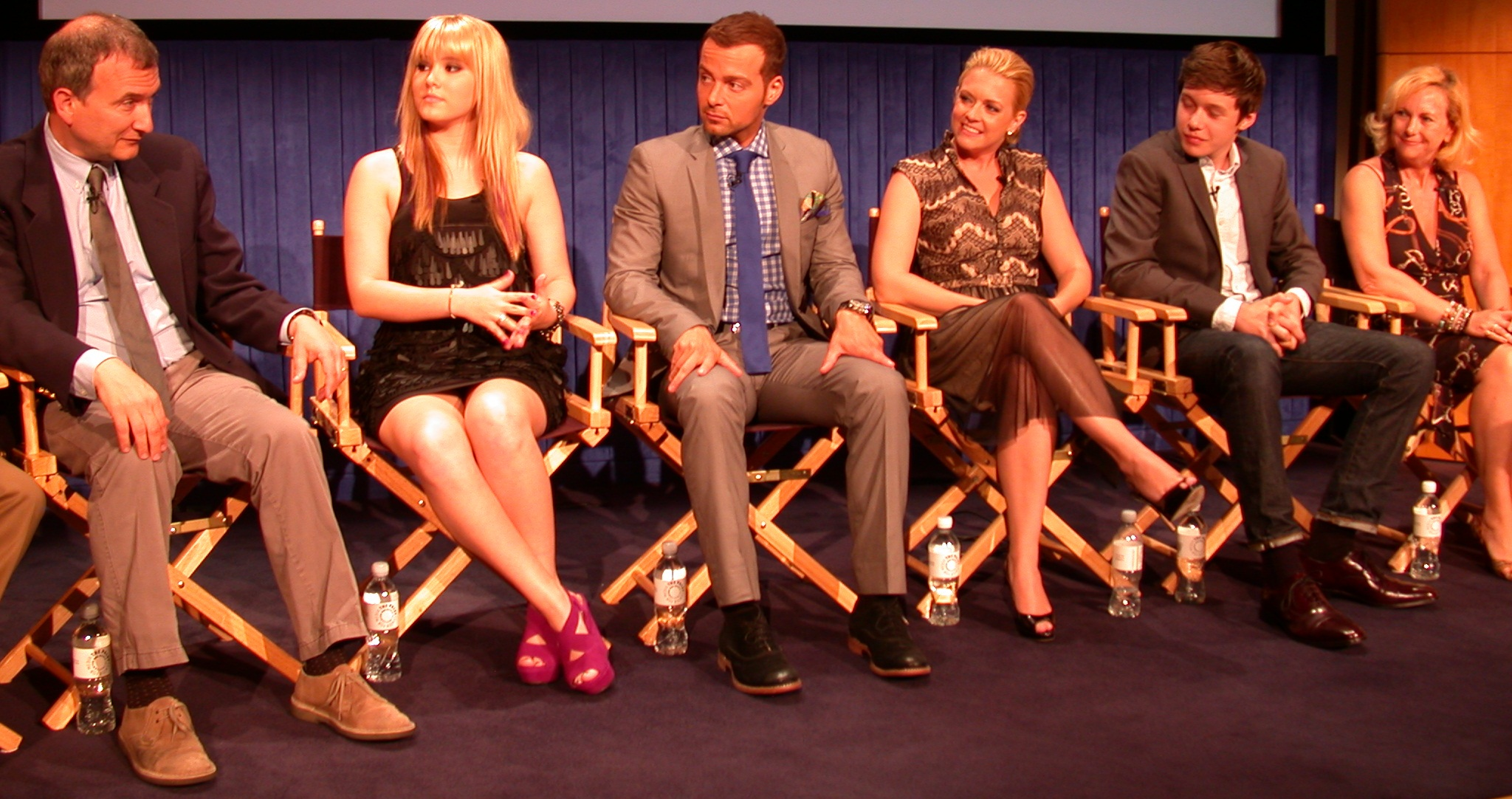
Actores y productores en el Paley Center. De izquierda a derecha: David Kendall, Taylor Spreitler, Joey Lawrence, Melissa Joan Hart, Nick Robinson y Paula Hart.

- Melanie "Mel" Burke (Melissa Joan Hart) es una concejala de Toledo, Ohio. Todavía no ha terminado de madurar, es rebelde, una fiestera irresponsable y ahora tiene que tomar el cargo de su hermana como tutora legal de sus sobrinos, cuando su hermana es arrestada por estafa económica y su cuñado se encuentra desaparecido y con una orden de arresto por los mismos cargos que su esposa.

- Joseph "Joe" Longo (Joey Lawrence) es un comerciante con comodidades económicas que pierde su trabajo, dinero y matrimonio cuando el cuñado de Mel lo estafa. Entonces, se ve obligado a dormir en su coche. Al ver que Mel necesita ayuda cuidando a los sobrinos de esta (y que el necesita trabajo), se ofrece para ser la niñera y para ayudar a Mel en las labores del hogar. Nació en el hospital de la Armada de Estados Unidos en Uijeongbu, Corea del Sur y fue criado en Nueva Jersey.

- Lennox Elizabeth Scanlon (Taylor Spreitler) es una joven con espíritu libre, que no quiere vivir con su tía Mel. Aunque no está de acuerdo con Mel varias veces, ella la quiere y la aprecia por cuidar de ella.

- Ryder Scanlon (Nick Robinson) es el sobrino de Mel y el más joven en la casa. Es pocos años menor que su hermana Lennox. Es guapo, algo perezoso, le gusta ver televisión y hacer deportes.

### Personajes recurrentes
- Rhonda Cheng (Elizabeth Ho) es la secretaria de prensa de Mel. Es una amiga leal que siempre le da consejos sobre sus parejas y de como ayudar a sus sobrinos.

- Stephanie (Lucy DeVito) es la nueva asistente legislativa y antigua interna, que es introducida a la serie en el episodio 7 de la primera temporada. Hiperactiva y leal, Stephanie se encarga de las entrevistas, sesiones de fotografías y ruedas de prensa de Mel.

- George Karpelos, Jr. (Scott Michael Foster) es el novio de 24 años de Mel desde el episodio 21. Es un empresario independiente que ama montar en bicicleta. Su relación acaba cuando George se traslada a Italia por trabajo.

- Tiffany (Megan Hilty) es la exmujer de Joe. Aparece por primera vez en el episodio 13. Su relación intermitente está marcada por las relaciones sexuales en lugares inusuales, durante la primera y segunda temporada.

- Holly Rebeck (Rachel G. Fox) es extremadamente agresiva, dominante, la novia de Ryder. A menudo es manipuladora, celosa, vanidosa, y Ryder suele ser sumiso a sus demandas. Luego, ella recibe ayuda con sus problemas "de controladora", aunque a veces no puede dejar de ser un poco exigente. Nos enteramos de que rompió con Ryder en el inicio de la tercera temporada, después de que se enteró de que fumó marihuana en el viaje de estudios.

- Russell Burke (Christopher Rich) es senador y el padre de Mel, es muy indulgente con sus nietos y tiende a socavar la autoridad de Mel con ellos. Dejó a su esposa Mónica por una instructora de yoga de 28 años, pero regresa a ella después de que Mel le informa a la joven de que tenía una vasectomía.

- Elena Romanov (Anya Monzikova) es una mujer de negocios rusa, con quien Joe se relacionaba primero por negocios y luego tuvieron citas virtuales. Ella lo visita en EE. UU. y termina casándolos Mel al final de la segunda temporada. En el último episodio se vuelve a Rusia en plena luna de miel.

- Leo Larbeck (Joel McKinnon Miller), el contratista amable que ayudó a Mel y Joe en la remodelación de la casa en el inicio de la segunda temporada. Mel lo echa cuando se da cuenta de que era "amigable" con todas las mujeres que lo contrataban.

- Jackie (Christine Lakin), la mejor amiga de Mel de la universidad (su única amiga soltera). Ella planea conseguir un donante de esperma para tener un bebé sin tener que casarse con alguien, y Mel inconscientemente la lleva a comprar el esperma de Joey.

- Haskell Davis (Gregg Sulkin), el novio de Lennox en la segunda temporada.

- Aidan Haber (Cody Linley), el Presidente del Comité Espíritu de los más populares en la escuela de Lennox y Ryder. Comenzó una relación sentimental con Lennox en un par de capítulos de la segunda temporada.

- Mónica Burke (Rita Rudner), madre neurótica de Mel. Entre ellas tienen una relación de "tire y afloje" que a Mel hace que le salga sarpullido. Regresa junto a su esposo Russell, después de Mel arruina su relación con su amante diciéndole sobre su vasectomía.

- Austin (Trevor Donovan) es un amigo de la infancia de Mel que está de vuelta en la ciudad. Durante un episodio, inducidos por Joe, creen en la posibilidad de que ser medios hermanos, por lo que se hacen una prueba de ADN. Cuando se enteran de que no lo son, comienzan una relación que termina cuando Mel se entera de que él no quiere tener hijos y se había realizado una vasectomía a los 25 años. En el último capítulo de la tercera temporada, vuelve para hacer recapacitar a Mel sobre su relación, generando suspenso de si Mel al final le dará o no una oportunidad a Joe.

- Noé (Justin Hartley), el novio de Mel en un par de capítulos de la tercera temporada, que se traslada temporalmente a vivir con ella después de que su apartamento sufriera una inundación.

- Zander (Sterling Knight), el novio de Lennox en la tercera temporada. También es un artista talentoso. En el penúltimo capítulo de la tercera temporada ambos se toman una pausa en su relación.

- Keira (Sadie Calvano), la novia de Ryder en la tercera temporada. Ella fue criada por madres lesbianas estrictas que le dan clases en casa.
- Axel (Travis T. Flory).

## Producción
La serie junta por segunda vez a Hart y a Lawrence. Juntos protagonizaron la producción de ABC Family, My Fake Fiance en 2009. Melissa & Joey fue criticada recientemente por carecer de la química que tenían en My Fake Fiance.
El 8 de octubre de 2010, ABC Family ordenó veinte episodios adicionales para la primera temporada, creando una temporada de treinta episodios. La final de la primera mitad de la primera temporada fue emitida el 26 de octubre de 2010. La segunda mitad de la primera temporada empezó a emitirse el 29 de junio de 2011. El 11 de julio de 2011, ABC Family anunció que Melissa y Joey había sido renovada para una segunda temporada que cuenta con quince episodios. Por el éxito de la serie, se realizó una tercera temporada que cuenta con quince episodios; y en el año 2013 se anunció que ABC Family renovaba el contrato de la sitcom por dos temporadas más, con un total de veinte episodios cada una, dando un total de cien episodios en total para la serie, dejando la intriga de que se puedan extender, dependiendo la reacción del público a estas temporadas.

## Episodios
| Temporada | Episodios | USA                   | USA                      |
| Temporada | Episodios | Comienzo              | Final                    |
| --------- | --------- | --------------------- | ------------------------ |
| 1         | 30        | 8 de abril de 2010    | 26 de octubre de 2010    |
| 2         | 15        | 30 de mayo de 2012    | 29 de agosto de 2012     |
| 3         | 37        | 29 de mayo de 2013    | 04 de septiembre de 2013 |
| 4         | 22        | 22 de octubre de 2014 | 05 de agosto de 2015     |

## Nota
1. ↑  3 episodios diarios seguidos, primero de lunes a viernes, a partir de las 17:00 horas, y desde el lunes 4 de enero de 2016, de lunes a jueves únicamente; desde el lunes 18 de enero, el horario se ha cambiado a 18:25.